# Богдан Лебль
Богдан Лебль (пол. Bogdan Loebl) — польський поет, прозаїк, публіцист, автор радіопостановок та чисельних текстів пісень у жанрах блюз та рок. Насамперед відомий як автор роману «Пекло ввійшло до раю».

## Біографія
Народився 2 травня 1932 року в Новоселиці, поблизу Станиславова (тодішні південно-східні креси передвоєнної Польщі), де й провів своє дитинство. Роки потому письменник так згадував цей період свого життя: «У день, коли вибухнула Друга світова війна, мені було сім років та чотири місяці, і я мешкав у селі Ясень над Лімницею. Мій батько, австріяк за походженням, легіонер Юзефа Пілсудського, був лісничим, а моя мама, українка й донька греко-католицького священика вчителювала в місцевій школі. Імовірно, завдяки цьому я не поділив сумної долі мого однолітка із сусіднього лісництва.»
Вивчав фізику у Вищій педагогічній школі у Кракові, а також польську філологію в Ягайлонському університеті. 1955 року дебютував як поет, опублікувавши свої твори на сторінках часопису «Dziennik Polski». У 1959—1961 роках мешкав в Ополі, у 1961—1963 роках перебував у Вроцлаві, а в 1964—1966 — у Ряшеві, де виконував функції голови Літературного клубу. Там також зустрів Станіслава Гузека та Тадеуша Налепу з гурту Blackout. У 1964—1982 роках належав до Польської об'єднаної робітничої партії. З 1973 року мешкає в Юзефуві, що неподалік Варшави.
1965 здійснив дебют як автор пісень, написавши текст пісні «Boję się psa». Натомість його першим текстом у жанрі блюз стала пісня «Przyszedł do mnie blues» (1968). Богдан Лебль — автор кількасот блюзових пісень, написаних для низки польських виконавців.
2013 року опублікував три романи: «Пекло ввійшло до раю», «Ріка дитинства», «Кінець моїх Кресів», події яких відбуваються у 1939—1941 роках на тодішніх Східних Кресах, де автор провів своє дитинство. Подібний характер несе ще одна його книга — «Золота сурма» (2003). Станом на 2015 рік письменник видав декілька томів поезії, дві збірки короткої прози та чотирнадцять романів.

## Переклади українською
- Богдан Лебль. Пекло ввійшло до раю. — Л. : Урбіно, 2017. — 288 с. — ISBN 978-966-2647-41-9.